# Кишеньковий куб

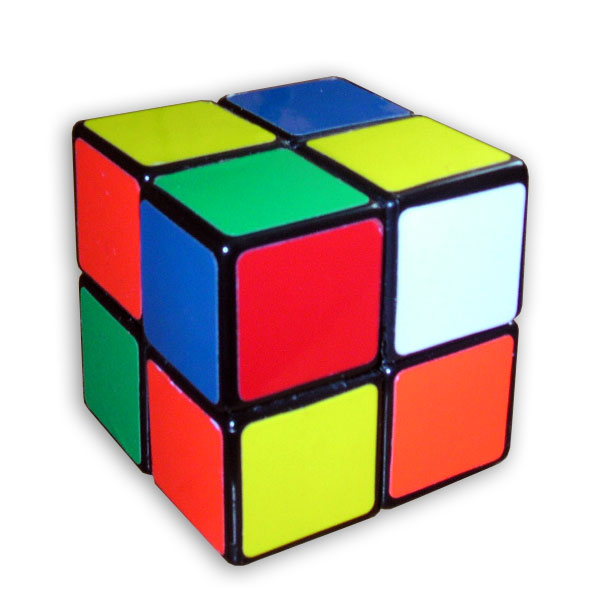
Розібраний кишеньковий куб

Кишеньковий куб (також відомий як Міні куб) - еквівалент кубика Рубіка розміром 2 × 2 × 2. Куб складається з 8 шматків, всі є кутами.

## Історія

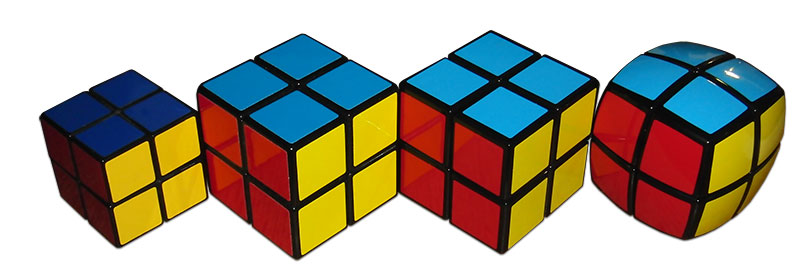
Вирішені версії зліва направо: оригінальний Pocket Cube, куб Eastsheen, V-Cube 2, V-Cube 2b.

У березні 1970 р. Ларрі Д. Ніколс винайшов «Головоломку з обертовими в групах частинами розміром 2 × 2 × 2» та подав заявку на патент в Канаді. Куб Ніколса тримався разом магнітами. Ніколсу було видано U.S. Patent 3 655 201 11 квітня 1972 року, за два роки до того, як Рубік винайшов свій Куб.

## Перестановки

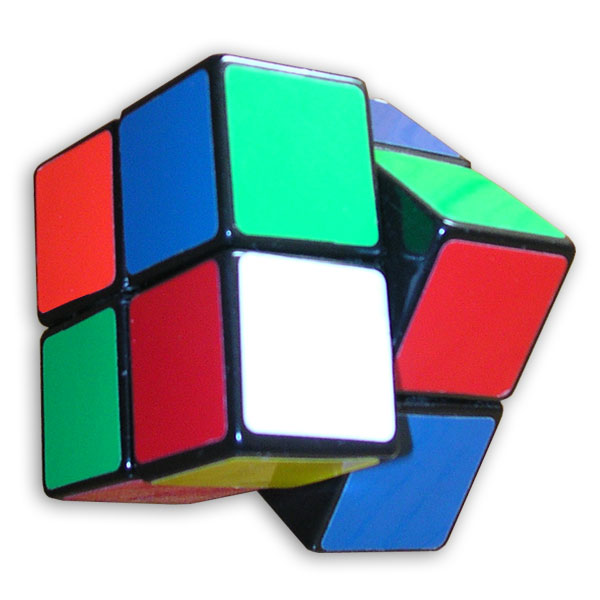
Кишеньковий кубик з нахиленим одним шаром

Можлива будь-яка перестановка восьми кутів (8 ! Позицій), і сім з них можна самостійно обертати (3 7 позицій). Немає нічого, що б ідентифікувало орієнтацію куба в просторі, зменшуючи положення в 24 рази. Це пов’язано з тим, що всі 24 можливі положення та орієнтації першого кута еквівалентні через відсутність фіксованих центрів (подібно до того, що відбувається в кругових перестановках). Цей коефіцієнт не проявляється при обчисленні перестановок кубів N × N × N, де N непарна, оскільки ці головоломки мають фіксовані центри, які ідентифікують просторову орієнтацію куба. Кількість можливих положень куба становить
{\displaystyle {\frac {8!\times 3^{7}}{24}}=7!\times 3^{6}=3,674,160.}
Максимальна кількість обертів, необхідна для розв’язання куба, становить до 11 обертів. 

## Методи
Кишеньковий куб можна вирішити тими ж методами, що і куб Рубіка 3x3x3, просто обробляючи його як 3x3x3 з вирішеними (невидимими) центрами та краями. Більш професіональні методи поєднують кілька кроків і вимагають більшої кількості алгоритмів. Ці алгоритми, розроблені для розв'язування куба 2x2x2, часто значно коротші та швидші, ніж алгоритми, які можна було б використати для розв'язування куба 3x3x3.
Метод Ортега  також називають методом Варасано,  є проміжним методом. Спочатку будується грань (але фрагменти можуть бути неправильно перестановлені), потім орієнтується останній шар (OLL) і, нарешті, обидва шари перестановляються (PBL). Метод Ортега містить загалом 12 алгоритмів.
Метод CLL  спочатку створює шар (з правильною перестановкою), а потім вирішує другий шар за один крок, використовуючи один із 42 алгоритмів.  Більш вдосконаленою версією CLL є метод TCLL, також відомий як Twisty CLL. Один шар побудований з правильною перестановкою подібно до звичайної CLL, однак один кутовий елемент може бути неправильно орієнтований. Решта куба вирішена, а неправильний кут орієнтований в один крок. Існує 83 випадки для TCLL, однак алгоритми для вирішення всіх випадків не створені. 
Найдосконалішим методом є метод EG.  Він також починається зі створення шару (у будь-якій перестановці), але потім вирішує решту головоломки за один крок. Це вимагає знання 128 алгоритмів, 42 з яких є алгоритмами CLL.

## Світові рекорди

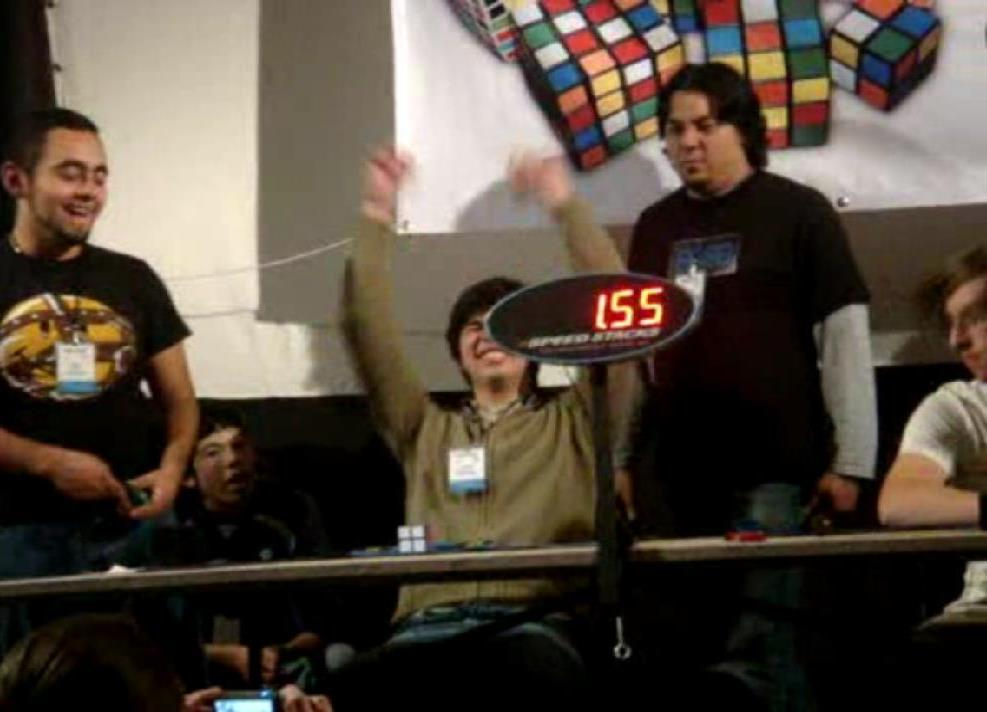
Vicente Albíter з Мексики вирішує куб за 1,55 секунди на Mexican Open 2008

Світовий рекорд найшвидшого вирішення - 0,49 секунди, встановлений Мацеєм Чапієвським з Польщі 20 березня 2016 року на Grudziądz Open 2016 у Грудзьондз, Польща . 
Середній світовий рекорд з середнього з 5 розв’язань (без урахування найшвидшого та найповільнішого) становить 1,21 секунди, встановлений Мартіном Веделе Егдалом з Данії, 21 жовтня 2018 року на Kjeller Open 2018 в м. Келер, Норвегія, з часом (1,06), 1,09, (1,64), 1,47 та 1,07 секунди. 

### 5 найкращих вирішувачів за одним рішенням[9]
| Ім'я                        | Найшвидше вирішення | Змагання                     |
| --------------------------- | ------------------- | ---------------------------- |
| Мацей Чапієвський           | 0,49 с              | Grudziądz Open 2016          |
| Самер Аггарвал              | 0,51 с              | Puget Sound Spring 2019      |
| Міхал Ржевуський            | 0,52 с              | Grudziądz Open 2016          |
| Джод Брюстер                | 0,53 с              | Koalafication Melbourne 2019 |
| Абрахам Торрес Ортіс Агірре | 0,54 с              | ArCubingFest 2018            |

### 5 найкращих розв'язувачів в середньому з 5 розв'язків[10]
| Ім'я                | Час    | Змагання                  |
| ------------------- | ------ | ------------------------- |
| Мартін Веделе Егдал | 1,21 с | Kjeller Open 2018         |
| Уілл Каллан         | 1,23 с | CubingUSA Nationals 2019  |
| Цзячжоу Лі (李佳洲) | 1,25 с | Xi'an Cherry Blossom 2019 |
| Sky Guo (郭建欣)    | 1,29 с | Hangzhou Open AM 2021     |
| Адвей Сант          | 1,31 с | Oculus Cube Open 2019     |

## Дивитися також
- Куб Рубіка (3 × 3 × 3)
- Помста Рубіка (4 × 4 × 4)
- Професорський куб (5 × 5 × 5)
- V-Cube 6 (6 × 6 × 6)
- V-Cube 7 (7 × 7 × 7)
- V-Cube 8 (8 × 8 × 8)
- Комбіновані головоломки

## Зовнішні посилання
- Методи швидкісного розв’язання 2х2х2 [Архівовано 28 Листопада 2021 у Wayback Machine.]